# McLaren M28
La McLaren M28 fu una vettura di Formula 1 prodotta in tre esemplari dalla casa costruttrice britannica McLaren, progettata da Gordon Coppuck con un telaio monoscocca d'alluminio e spinta dal tradizionale propulsore Ford Cosworth DFV. La M28 venne utilizzata nel corso della prima parte della stagione 1979.
La vettura è stata presentata il 17 ottobre 1978 al circuito di Silverstone.

## Contesto
L'avvento in Formula 1 di soluzioni progettuali utili a sfruttare l'effetto suolo, sviluppate dalla Lotus Cars sulla sua 78 nel stagione 1977 e perfezionato nella stagione successiva con la 79 aveva reso di colpo obsolete le vetture della concorrenza, che si affrettò a copiare le soluzioni tecniche della rivoluzionaria vettura inglese. La casa costruttrice di Woking aveva elaborato per il 1978 la McLaren M27, erede della McLaren M26 dell'anno precedente, che però non incorporava i nuovi dettami aerodinamici e quindi
non venne mai portata in gara, imponendo a Coppuck di concentrarsi sul successivo progetto che incorporasse "ab initio" tale principio: la McLaren M28. Si tentò così di sfruttare le idee vincenti della Lotus 79, ma si arrivò tra gli ultimi ad allinearsi a questa tecnologia.

## Tecnica
Per cercare di recuperare lo svantaggio tecnico accumulato, Coppuck disegnò un telaio monoscocca dalla larghezza molto ridotta, per poter creare dei canali venturi nelle pance della vettura che fossero di dimensioni prossime al limite permesso dal regolamento, e lo realizzò in allumunio con la tecnologia del pannello a sandwich che, sebbene più pesante della struttura a foglio singolo, prometteva di reggere meglio alle maggiori sollecitazioni aerodinamiche. La carrozzeria era caratterizzata da ampie e lunghe pance laterali che si estendevano in lunghezza dall'avantreno al retrotreno e che incorporavano i radiatori dell'acqua, due dei tre serbatoi del carburante e il profilo ad ala rovesciata che, accoppiato alle minigonne, risucchiava la vettura al suolo.
Il propulsore era il convenzionale V8 tre litri Ford Cosworth DFV usato come elemento strutturale della vettura e altrettanto convenzionali erano le sospensioni, se non per il fatto che fossero state adeguate al massimo sfruttamento dei flussi d'aria del sottoscocca offrendo la minima interferenza: al retrotreno erano presenti infatti molle verticali ai lati della scatola del cambio e freni entrobordo.

## Carriera agonistica
La vettura fece il suo debutto in gara al Gran Premio d'Argentina, ottenne subito un terzo posto con John Watson, miglior risultato in gara per la monoposto. Nel corso della stagione ottenne ancora alcuni piazzamenti a punti (un quarto e un sesto), sempre col pilota nordirlandese, mentre fu deludente il comportamento dell'altro pilota, Patrick Tambay, che non ottenne risultati di rilievo e addirittura non si qualificò nel Gran Premio di Monaco.
Nonostante sui tre telai costruiti fossero state realizzate anche delle versioni evolute mediante alleggerimenti e un'aerodinamica rivisitata (rispettivamente la M28B e la M28C), la vettura si mostrò troppo grossa e pesante per essere competitiva e venne presto accantonata, tanto che il finale di stagione fu corso con la McLaren M29.